# Finlands rigsdag
Finlands rigsdag (Finsk: Eduskunta, svensk: Finlands riksdag) er Finlands parlament. Rigsdagen er et etkammersystem med 200 repræsentanter. Det blev etableret i 1906.

## Historie
I 1809 blev Finland erobret af Rusland fra Sverige. Samme år blev der indkaldt til lantdag i Borgå af den russiske zar Alexander 1. af Rusland. Lantdagen var en stænderforsamling med udgangspunkt i de svenske bestemmelser om Sveriges ståndsriksdag, da zaren havde lovet, at gammel svensk ret indtil videre stadigt skulle gælde i Finland.
Med Lantdagsordningen i 1906 blev der indført lige og almen stemmeret, således at Finland blev det første land i Europa, hvor kvinder fik samme valgret som mænd. Samtidig blev stænderforsamlingerne omdannet til et etkammersystem, hvilket man regner for grundlæggelsen af Finlands nuværende rigsdag. Det er i rigsdagen tilladt både at tale finsk og svensk.
Det nuværende Riksdagshuset (parlamentet) blev taget i brug fra 1931.
Rigsdagens formand har siden den 9. juni 2020 været Anu Vehviläinen fra Centerpartiet.